# Un perro llamado dolor
Un perro llamado Dolor (El artista y su modelo) és una pel·lícula espanyola d'animació de caràcter experimental del 2001 dirigida per Luis Eduardo Aute, qui també és autor del guió i de la música. És una fantasia llibertària a partir de l'obra i fets de les biografies de Francisco de Goya, Joaquim Sorolla, Frida Kahlo, Pau Picasso, Salvador Dalí i Diego Velázquez. El títol té el seu origen en una frase de Friedrich Nietzsche i en el nom d'un gos de Frida Kahlo. Fou exhibida en la secció Zabaltegi del Festival Internacional de Cinema de Sant Sebastià.

## Sinopsi
Ficció basada en fets reals reflectida en set històries la línia argumental de les quals és la relació entre l'artista i el seu model amb un fil conductor que és el gos, coprotagonista de gairebé tots els episodis. Aute utilitza el llenguatge cinematogràfic clàssic per fer una reflexió sobre l'art i l'artista i reintepretar les relacions de pintors com Goya, Duchamp, Picasso, Sorolla, Romero de Torres, Frida Kahlo, Rivera, Dalí i Velázquez amb el seu entorn i la seva història.
- Haberlas... haylas (Goya, la Maja Desnuda, Luis Buñuel...)
- La estrellada luz de Rose Sédavy o Can-con-quinqué (Marcel Duchamp, Picasso, Man Ray…)
- Un perro llamado Dolor (el artista y su modelo) (Frida Kahlo, Diego Rivera, Sergei Eisenstein…)
- Strip-tease o caracruz andaluz (Picasso, Julio Romero de Torres…)
- Un espejismo inmortal, Falso (Sorolla, Orson Welles…)
- Cada quien es... en Cadaqués (Salvador Dalí, Federico García Lorca, Gala...)
- Entre bastidores (Velázquez i la Venus del Mirall).

## Nominacions i premis
XVI Premis GoyaGoya a la millor pel·lícula d'animació (nominada)
Festival de Cinema de TribecaPremi del Jurat (nominada)